# Partida semi-italiană
Partida semi-italiană (numită și Apărarea Paris) este unul din răspunsurile negrului la partida italiană. Începe cu mutările:
1. e4 e5
2. Cf3 Cc6
3. Nc4 d6
Negrul intenționează să joace apărarea ungară cu un timpuriu ...Ng4, în lupta pentru controlul pătratului d4. Partida a fost încercată de Alexandr Alehin la începutul carierei sale. Prima punere a ei în practică într-o competiție internațională a avut loc în 1846. Horowitz a considerat apărarea „solidă” și a scris de asemenea: „Nu pare suficient pentru egalitate.” 
Codul Enciclopediei deschiderilor de șah pentru semi-italiană este C50. 
Acest articol utilizează notație algebrică pentru a descrie mutările dintr-o partidă de șah.

## Variante

### Varianta principală: 4.c3
- 4...Ng4 5.d4 De7 6.Ne3 Cf6 7.Db3 Cd8 8.Cbd2 g6 9.dxe5, și albul stă puțin mai bine; poziție la care s-a ajuns în partida Levenfish–Tolush, Leningrad 1939 (negrul a câștigat).[2][3][5]
- 4...De7 5.d4 g6 sau 5.0-0 g6, satisfăcător pentru negru (Alehin).
- 4...Ne6 este preferată de Tartakower.

### 4.d4
4... Ng4 (după 4...exd4 5.Cxd4 Cf6 6.Cc3 și albul are un joc mai liber, potrivit lui Keres; în locul lui 5...Cf6, Evans a sugerat 5...g6!?), iar acum: 
- 5. c3 și urmează:
  - 5...Dd7, și albul are un avantaj spațial după 6.d5 sau 6.Nb5 (Keres), sau după 6.Ne3 (Evans).[3]
  - 5...Cf6 6.Db3, cu avantaj clar pentru alb (Keres).
  - 5...Df6 6.Ne3 Nxf3 7.Dxf3, cu un anumit avantaj pentru alb (Keres).
  - 5...De7 se transpune pe linia principală.
- 5. h3! și albul stă ceva mai bine,[2] de exemplu: 5... Nxf3 6. Dxf3 și urmează:
  - 6...Cf6 7.d5 (Unzicker).
  - 6...Df6 7.Db3 Cd8 8.dxe5 dxe5 9.Ne3 Nd6 10.Cc3 Ce7 11.Cb5 a6 12.Cxd6 Dxd6 13.0-0 Dc6 14.f4! acest atac al albului a fost pus în parctică în partida Gavrikov–Vladimirov, URSS 1978 (Unzicker).

### 4.h3
Albul previne mutarea 4...Ng4. Replica 4.h3 duce la situații similare cu apărarea ungară, de exemplu 4...Ne7 5.d4, și urmează:
- 5...Cf6 6.d5 Cb8 7.Nd3 0-0 8.Ne3 a5 9.g4!? (Keres a preferat 9.c4) Ca6 10.Dd2 c6 11.c4 Cd7 12.Cc3 Cdc5, ajungându-se la un joc tăios cu șanse egale; variantă jucată în partida Kupreichik–Podgayets, USSR 1970.[3]
- 5...Cxd4 6.Cxd4 exd4 7.Dh5 g6 8.Dd5 Ne6 9.Dxb7 Cf6 10.Nxe6 fxe6 11.Dc6+ Rf7 12.Cd2 Dd7 13.Dc4 c5 14.0-0 d5 (Sax–Ivkov, Amsterdam 1976), cu joc egal (Unzicker).[6]

### 4.Cc3
Transpus în partida Maslov–Lutikov, URSS 1963, care a continuat 4...Ng4 5.h3 Nxf3 6.Dxf3 Cf6 7.Ce2 (sau 7.d3) și albul stă ceva mai bine (Keres, Filip).

## Partide notabile
|   | a | b | c | d | e | f | g | h |   |
| 8 | a8 white queen · f8 black bishop · h8 black rook · a7 black pawn · c7 black pawn · d7 black king · g7 black pawn · h7 black pawn · c6 black knight · d6 black pawn · e5 black pawn · c4 black queen · e4 white pawn · g4 black bishop · c3 white pawn · f3 white pawn · a2 white pawn · b2 white pawn · d2 white pawn · g2 white pawn · h2 white pawn · a1 white rook · b1 white knight · c1 white bishop · e1 white king · h1 white rook | a8 white queen · f8 black bishop · h8 black rook · a7 black pawn · c7 black pawn · d7 black king · g7 black pawn · h7 black pawn · c6 black knight · d6 black pawn · e5 black pawn · c4 black queen · e4 white pawn · g4 black bishop · c3 white pawn · f3 white pawn · a2 white pawn · b2 white pawn · d2 white pawn · g2 white pawn · h2 white pawn · a1 white rook · b1 white knight · c1 white bishop · e1 white king · h1 white rook | a8 white queen · f8 black bishop · h8 black rook · a7 black pawn · c7 black pawn · d7 black king · g7 black pawn · h7 black pawn · c6 black knight · d6 black pawn · e5 black pawn · c4 black queen · e4 white pawn · g4 black bishop · c3 white pawn · f3 white pawn · a2 white pawn · b2 white pawn · d2 white pawn · g2 white pawn · h2 white pawn · a1 white rook · b1 white knight · c1 white bishop · e1 white king · h1 white rook | a8 white queen · f8 black bishop · h8 black rook · a7 black pawn · c7 black pawn · d7 black king · g7 black pawn · h7 black pawn · c6 black knight · d6 black pawn · e5 black pawn · c4 black queen · e4 white pawn · g4 black bishop · c3 white pawn · f3 white pawn · a2 white pawn · b2 white pawn · d2 white pawn · g2 white pawn · h2 white pawn · a1 white rook · b1 white knight · c1 white bishop · e1 white king · h1 white rook | a8 white queen · f8 black bishop · h8 black rook · a7 black pawn · c7 black pawn · d7 black king · g7 black pawn · h7 black pawn · c6 black knight · d6 black pawn · e5 black pawn · c4 black queen · e4 white pawn · g4 black bishop · c3 white pawn · f3 white pawn · a2 white pawn · b2 white pawn · d2 white pawn · g2 white pawn · h2 white pawn · a1 white rook · b1 white knight · c1 white bishop · e1 white king · h1 white rook | a8 white queen · f8 black bishop · h8 black rook · a7 black pawn · c7 black pawn · d7 black king · g7 black pawn · h7 black pawn · c6 black knight · d6 black pawn · e5 black pawn · c4 black queen · e4 white pawn · g4 black bishop · c3 white pawn · f3 white pawn · a2 white pawn · b2 white pawn · d2 white pawn · g2 white pawn · h2 white pawn · a1 white rook · b1 white knight · c1 white bishop · e1 white king · h1 white rook | a8 white queen · f8 black bishop · h8 black rook · a7 black pawn · c7 black pawn · d7 black king · g7 black pawn · h7 black pawn · c6 black knight · d6 black pawn · e5 black pawn · c4 black queen · e4 white pawn · g4 black bishop · c3 white pawn · f3 white pawn · a2 white pawn · b2 white pawn · d2 white pawn · g2 white pawn · h2 white pawn · a1 white rook · b1 white knight · c1 white bishop · e1 white king · h1 white rook | a8 white queen · f8 black bishop · h8 black rook · a7 black pawn · c7 black pawn · d7 black king · g7 black pawn · h7 black pawn · c6 black knight · d6 black pawn · e5 black pawn · c4 black queen · e4 white pawn · g4 black bishop · c3 white pawn · f3 white pawn · a2 white pawn · b2 white pawn · d2 white pawn · g2 white pawn · h2 white pawn · a1 white rook · b1 white knight · c1 white bishop · e1 white king · h1 white rook | 8 |
| 7 | a8 white queen · f8 black bishop · h8 black rook · a7 black pawn · c7 black pawn · d7 black king · g7 black pawn · h7 black pawn · c6 black knight · d6 black pawn · e5 black pawn · c4 black queen · e4 white pawn · g4 black bishop · c3 white pawn · f3 white pawn · a2 white pawn · b2 white pawn · d2 white pawn · g2 white pawn · h2 white pawn · a1 white rook · b1 white knight · c1 white bishop · e1 white king · h1 white rook | a8 white queen · f8 black bishop · h8 black rook · a7 black pawn · c7 black pawn · d7 black king · g7 black pawn · h7 black pawn · c6 black knight · d6 black pawn · e5 black pawn · c4 black queen · e4 white pawn · g4 black bishop · c3 white pawn · f3 white pawn · a2 white pawn · b2 white pawn · d2 white pawn · g2 white pawn · h2 white pawn · a1 white rook · b1 white knight · c1 white bishop · e1 white king · h1 white rook | a8 white queen · f8 black bishop · h8 black rook · a7 black pawn · c7 black pawn · d7 black king · g7 black pawn · h7 black pawn · c6 black knight · d6 black pawn · e5 black pawn · c4 black queen · e4 white pawn · g4 black bishop · c3 white pawn · f3 white pawn · a2 white pawn · b2 white pawn · d2 white pawn · g2 white pawn · h2 white pawn · a1 white rook · b1 white knight · c1 white bishop · e1 white king · h1 white rook | a8 white queen · f8 black bishop · h8 black rook · a7 black pawn · c7 black pawn · d7 black king · g7 black pawn · h7 black pawn · c6 black knight · d6 black pawn · e5 black pawn · c4 black queen · e4 white pawn · g4 black bishop · c3 white pawn · f3 white pawn · a2 white pawn · b2 white pawn · d2 white pawn · g2 white pawn · h2 white pawn · a1 white rook · b1 white knight · c1 white bishop · e1 white king · h1 white rook | a8 white queen · f8 black bishop · h8 black rook · a7 black pawn · c7 black pawn · d7 black king · g7 black pawn · h7 black pawn · c6 black knight · d6 black pawn · e5 black pawn · c4 black queen · e4 white pawn · g4 black bishop · c3 white pawn · f3 white pawn · a2 white pawn · b2 white pawn · d2 white pawn · g2 white pawn · h2 white pawn · a1 white rook · b1 white knight · c1 white bishop · e1 white king · h1 white rook | a8 white queen · f8 black bishop · h8 black rook · a7 black pawn · c7 black pawn · d7 black king · g7 black pawn · h7 black pawn · c6 black knight · d6 black pawn · e5 black pawn · c4 black queen · e4 white pawn · g4 black bishop · c3 white pawn · f3 white pawn · a2 white pawn · b2 white pawn · d2 white pawn · g2 white pawn · h2 white pawn · a1 white rook · b1 white knight · c1 white bishop · e1 white king · h1 white rook | a8 white queen · f8 black bishop · h8 black rook · a7 black pawn · c7 black pawn · d7 black king · g7 black pawn · h7 black pawn · c6 black knight · d6 black pawn · e5 black pawn · c4 black queen · e4 white pawn · g4 black bishop · c3 white pawn · f3 white pawn · a2 white pawn · b2 white pawn · d2 white pawn · g2 white pawn · h2 white pawn · a1 white rook · b1 white knight · c1 white bishop · e1 white king · h1 white rook | a8 white queen · f8 black bishop · h8 black rook · a7 black pawn · c7 black pawn · d7 black king · g7 black pawn · h7 black pawn · c6 black knight · d6 black pawn · e5 black pawn · c4 black queen · e4 white pawn · g4 black bishop · c3 white pawn · f3 white pawn · a2 white pawn · b2 white pawn · d2 white pawn · g2 white pawn · h2 white pawn · a1 white rook · b1 white knight · c1 white bishop · e1 white king · h1 white rook | 7 |
| 6 | a8 white queen · f8 black bishop · h8 black rook · a7 black pawn · c7 black pawn · d7 black king · g7 black pawn · h7 black pawn · c6 black knight · d6 black pawn · e5 black pawn · c4 black queen · e4 white pawn · g4 black bishop · c3 white pawn · f3 white pawn · a2 white pawn · b2 white pawn · d2 white pawn · g2 white pawn · h2 white pawn · a1 white rook · b1 white knight · c1 white bishop · e1 white king · h1 white rook | a8 white queen · f8 black bishop · h8 black rook · a7 black pawn · c7 black pawn · d7 black king · g7 black pawn · h7 black pawn · c6 black knight · d6 black pawn · e5 black pawn · c4 black queen · e4 white pawn · g4 black bishop · c3 white pawn · f3 white pawn · a2 white pawn · b2 white pawn · d2 white pawn · g2 white pawn · h2 white pawn · a1 white rook · b1 white knight · c1 white bishop · e1 white king · h1 white rook | a8 white queen · f8 black bishop · h8 black rook · a7 black pawn · c7 black pawn · d7 black king · g7 black pawn · h7 black pawn · c6 black knight · d6 black pawn · e5 black pawn · c4 black queen · e4 white pawn · g4 black bishop · c3 white pawn · f3 white pawn · a2 white pawn · b2 white pawn · d2 white pawn · g2 white pawn · h2 white pawn · a1 white rook · b1 white knight · c1 white bishop · e1 white king · h1 white rook | a8 white queen · f8 black bishop · h8 black rook · a7 black pawn · c7 black pawn · d7 black king · g7 black pawn · h7 black pawn · c6 black knight · d6 black pawn · e5 black pawn · c4 black queen · e4 white pawn · g4 black bishop · c3 white pawn · f3 white pawn · a2 white pawn · b2 white pawn · d2 white pawn · g2 white pawn · h2 white pawn · a1 white rook · b1 white knight · c1 white bishop · e1 white king · h1 white rook | a8 white queen · f8 black bishop · h8 black rook · a7 black pawn · c7 black pawn · d7 black king · g7 black pawn · h7 black pawn · c6 black knight · d6 black pawn · e5 black pawn · c4 black queen · e4 white pawn · g4 black bishop · c3 white pawn · f3 white pawn · a2 white pawn · b2 white pawn · d2 white pawn · g2 white pawn · h2 white pawn · a1 white rook · b1 white knight · c1 white bishop · e1 white king · h1 white rook | a8 white queen · f8 black bishop · h8 black rook · a7 black pawn · c7 black pawn · d7 black king · g7 black pawn · h7 black pawn · c6 black knight · d6 black pawn · e5 black pawn · c4 black queen · e4 white pawn · g4 black bishop · c3 white pawn · f3 white pawn · a2 white pawn · b2 white pawn · d2 white pawn · g2 white pawn · h2 white pawn · a1 white rook · b1 white knight · c1 white bishop · e1 white king · h1 white rook | a8 white queen · f8 black bishop · h8 black rook · a7 black pawn · c7 black pawn · d7 black king · g7 black pawn · h7 black pawn · c6 black knight · d6 black pawn · e5 black pawn · c4 black queen · e4 white pawn · g4 black bishop · c3 white pawn · f3 white pawn · a2 white pawn · b2 white pawn · d2 white pawn · g2 white pawn · h2 white pawn · a1 white rook · b1 white knight · c1 white bishop · e1 white king · h1 white rook | a8 white queen · f8 black bishop · h8 black rook · a7 black pawn · c7 black pawn · d7 black king · g7 black pawn · h7 black pawn · c6 black knight · d6 black pawn · e5 black pawn · c4 black queen · e4 white pawn · g4 black bishop · c3 white pawn · f3 white pawn · a2 white pawn · b2 white pawn · d2 white pawn · g2 white pawn · h2 white pawn · a1 white rook · b1 white knight · c1 white bishop · e1 white king · h1 white rook | 6 |
| 5 | a8 white queen · f8 black bishop · h8 black rook · a7 black pawn · c7 black pawn · d7 black king · g7 black pawn · h7 black pawn · c6 black knight · d6 black pawn · e5 black pawn · c4 black queen · e4 white pawn · g4 black bishop · c3 white pawn · f3 white pawn · a2 white pawn · b2 white pawn · d2 white pawn · g2 white pawn · h2 white pawn · a1 white rook · b1 white knight · c1 white bishop · e1 white king · h1 white rook | a8 white queen · f8 black bishop · h8 black rook · a7 black pawn · c7 black pawn · d7 black king · g7 black pawn · h7 black pawn · c6 black knight · d6 black pawn · e5 black pawn · c4 black queen · e4 white pawn · g4 black bishop · c3 white pawn · f3 white pawn · a2 white pawn · b2 white pawn · d2 white pawn · g2 white pawn · h2 white pawn · a1 white rook · b1 white knight · c1 white bishop · e1 white king · h1 white rook | a8 white queen · f8 black bishop · h8 black rook · a7 black pawn · c7 black pawn · d7 black king · g7 black pawn · h7 black pawn · c6 black knight · d6 black pawn · e5 black pawn · c4 black queen · e4 white pawn · g4 black bishop · c3 white pawn · f3 white pawn · a2 white pawn · b2 white pawn · d2 white pawn · g2 white pawn · h2 white pawn · a1 white rook · b1 white knight · c1 white bishop · e1 white king · h1 white rook | a8 white queen · f8 black bishop · h8 black rook · a7 black pawn · c7 black pawn · d7 black king · g7 black pawn · h7 black pawn · c6 black knight · d6 black pawn · e5 black pawn · c4 black queen · e4 white pawn · g4 black bishop · c3 white pawn · f3 white pawn · a2 white pawn · b2 white pawn · d2 white pawn · g2 white pawn · h2 white pawn · a1 white rook · b1 white knight · c1 white bishop · e1 white king · h1 white rook | a8 white queen · f8 black bishop · h8 black rook · a7 black pawn · c7 black pawn · d7 black king · g7 black pawn · h7 black pawn · c6 black knight · d6 black pawn · e5 black pawn · c4 black queen · e4 white pawn · g4 black bishop · c3 white pawn · f3 white pawn · a2 white pawn · b2 white pawn · d2 white pawn · g2 white pawn · h2 white pawn · a1 white rook · b1 white knight · c1 white bishop · e1 white king · h1 white rook | a8 white queen · f8 black bishop · h8 black rook · a7 black pawn · c7 black pawn · d7 black king · g7 black pawn · h7 black pawn · c6 black knight · d6 black pawn · e5 black pawn · c4 black queen · e4 white pawn · g4 black bishop · c3 white pawn · f3 white pawn · a2 white pawn · b2 white pawn · d2 white pawn · g2 white pawn · h2 white pawn · a1 white rook · b1 white knight · c1 white bishop · e1 white king · h1 white rook | a8 white queen · f8 black bishop · h8 black rook · a7 black pawn · c7 black pawn · d7 black king · g7 black pawn · h7 black pawn · c6 black knight · d6 black pawn · e5 black pawn · c4 black queen · e4 white pawn · g4 black bishop · c3 white pawn · f3 white pawn · a2 white pawn · b2 white pawn · d2 white pawn · g2 white pawn · h2 white pawn · a1 white rook · b1 white knight · c1 white bishop · e1 white king · h1 white rook | a8 white queen · f8 black bishop · h8 black rook · a7 black pawn · c7 black pawn · d7 black king · g7 black pawn · h7 black pawn · c6 black knight · d6 black pawn · e5 black pawn · c4 black queen · e4 white pawn · g4 black bishop · c3 white pawn · f3 white pawn · a2 white pawn · b2 white pawn · d2 white pawn · g2 white pawn · h2 white pawn · a1 white rook · b1 white knight · c1 white bishop · e1 white king · h1 white rook | 5 |
| 4 | a8 white queen · f8 black bishop · h8 black rook · a7 black pawn · c7 black pawn · d7 black king · g7 black pawn · h7 black pawn · c6 black knight · d6 black pawn · e5 black pawn · c4 black queen · e4 white pawn · g4 black bishop · c3 white pawn · f3 white pawn · a2 white pawn · b2 white pawn · d2 white pawn · g2 white pawn · h2 white pawn · a1 white rook · b1 white knight · c1 white bishop · e1 white king · h1 white rook | a8 white queen · f8 black bishop · h8 black rook · a7 black pawn · c7 black pawn · d7 black king · g7 black pawn · h7 black pawn · c6 black knight · d6 black pawn · e5 black pawn · c4 black queen · e4 white pawn · g4 black bishop · c3 white pawn · f3 white pawn · a2 white pawn · b2 white pawn · d2 white pawn · g2 white pawn · h2 white pawn · a1 white rook · b1 white knight · c1 white bishop · e1 white king · h1 white rook | a8 white queen · f8 black bishop · h8 black rook · a7 black pawn · c7 black pawn · d7 black king · g7 black pawn · h7 black pawn · c6 black knight · d6 black pawn · e5 black pawn · c4 black queen · e4 white pawn · g4 black bishop · c3 white pawn · f3 white pawn · a2 white pawn · b2 white pawn · d2 white pawn · g2 white pawn · h2 white pawn · a1 white rook · b1 white knight · c1 white bishop · e1 white king · h1 white rook | a8 white queen · f8 black bishop · h8 black rook · a7 black pawn · c7 black pawn · d7 black king · g7 black pawn · h7 black pawn · c6 black knight · d6 black pawn · e5 black pawn · c4 black queen · e4 white pawn · g4 black bishop · c3 white pawn · f3 white pawn · a2 white pawn · b2 white pawn · d2 white pawn · g2 white pawn · h2 white pawn · a1 white rook · b1 white knight · c1 white bishop · e1 white king · h1 white rook | a8 white queen · f8 black bishop · h8 black rook · a7 black pawn · c7 black pawn · d7 black king · g7 black pawn · h7 black pawn · c6 black knight · d6 black pawn · e5 black pawn · c4 black queen · e4 white pawn · g4 black bishop · c3 white pawn · f3 white pawn · a2 white pawn · b2 white pawn · d2 white pawn · g2 white pawn · h2 white pawn · a1 white rook · b1 white knight · c1 white bishop · e1 white king · h1 white rook | a8 white queen · f8 black bishop · h8 black rook · a7 black pawn · c7 black pawn · d7 black king · g7 black pawn · h7 black pawn · c6 black knight · d6 black pawn · e5 black pawn · c4 black queen · e4 white pawn · g4 black bishop · c3 white pawn · f3 white pawn · a2 white pawn · b2 white pawn · d2 white pawn · g2 white pawn · h2 white pawn · a1 white rook · b1 white knight · c1 white bishop · e1 white king · h1 white rook | a8 white queen · f8 black bishop · h8 black rook · a7 black pawn · c7 black pawn · d7 black king · g7 black pawn · h7 black pawn · c6 black knight · d6 black pawn · e5 black pawn · c4 black queen · e4 white pawn · g4 black bishop · c3 white pawn · f3 white pawn · a2 white pawn · b2 white pawn · d2 white pawn · g2 white pawn · h2 white pawn · a1 white rook · b1 white knight · c1 white bishop · e1 white king · h1 white rook | a8 white queen · f8 black bishop · h8 black rook · a7 black pawn · c7 black pawn · d7 black king · g7 black pawn · h7 black pawn · c6 black knight · d6 black pawn · e5 black pawn · c4 black queen · e4 white pawn · g4 black bishop · c3 white pawn · f3 white pawn · a2 white pawn · b2 white pawn · d2 white pawn · g2 white pawn · h2 white pawn · a1 white rook · b1 white knight · c1 white bishop · e1 white king · h1 white rook | 4 |
| 3 | a8 white queen · f8 black bishop · h8 black rook · a7 black pawn · c7 black pawn · d7 black king · g7 black pawn · h7 black pawn · c6 black knight · d6 black pawn · e5 black pawn · c4 black queen · e4 white pawn · g4 black bishop · c3 white pawn · f3 white pawn · a2 white pawn · b2 white pawn · d2 white pawn · g2 white pawn · h2 white pawn · a1 white rook · b1 white knight · c1 white bishop · e1 white king · h1 white rook | a8 white queen · f8 black bishop · h8 black rook · a7 black pawn · c7 black pawn · d7 black king · g7 black pawn · h7 black pawn · c6 black knight · d6 black pawn · e5 black pawn · c4 black queen · e4 white pawn · g4 black bishop · c3 white pawn · f3 white pawn · a2 white pawn · b2 white pawn · d2 white pawn · g2 white pawn · h2 white pawn · a1 white rook · b1 white knight · c1 white bishop · e1 white king · h1 white rook | a8 white queen · f8 black bishop · h8 black rook · a7 black pawn · c7 black pawn · d7 black king · g7 black pawn · h7 black pawn · c6 black knight · d6 black pawn · e5 black pawn · c4 black queen · e4 white pawn · g4 black bishop · c3 white pawn · f3 white pawn · a2 white pawn · b2 white pawn · d2 white pawn · g2 white pawn · h2 white pawn · a1 white rook · b1 white knight · c1 white bishop · e1 white king · h1 white rook | a8 white queen · f8 black bishop · h8 black rook · a7 black pawn · c7 black pawn · d7 black king · g7 black pawn · h7 black pawn · c6 black knight · d6 black pawn · e5 black pawn · c4 black queen · e4 white pawn · g4 black bishop · c3 white pawn · f3 white pawn · a2 white pawn · b2 white pawn · d2 white pawn · g2 white pawn · h2 white pawn · a1 white rook · b1 white knight · c1 white bishop · e1 white king · h1 white rook | a8 white queen · f8 black bishop · h8 black rook · a7 black pawn · c7 black pawn · d7 black king · g7 black pawn · h7 black pawn · c6 black knight · d6 black pawn · e5 black pawn · c4 black queen · e4 white pawn · g4 black bishop · c3 white pawn · f3 white pawn · a2 white pawn · b2 white pawn · d2 white pawn · g2 white pawn · h2 white pawn · a1 white rook · b1 white knight · c1 white bishop · e1 white king · h1 white rook | a8 white queen · f8 black bishop · h8 black rook · a7 black pawn · c7 black pawn · d7 black king · g7 black pawn · h7 black pawn · c6 black knight · d6 black pawn · e5 black pawn · c4 black queen · e4 white pawn · g4 black bishop · c3 white pawn · f3 white pawn · a2 white pawn · b2 white pawn · d2 white pawn · g2 white pawn · h2 white pawn · a1 white rook · b1 white knight · c1 white bishop · e1 white king · h1 white rook | a8 white queen · f8 black bishop · h8 black rook · a7 black pawn · c7 black pawn · d7 black king · g7 black pawn · h7 black pawn · c6 black knight · d6 black pawn · e5 black pawn · c4 black queen · e4 white pawn · g4 black bishop · c3 white pawn · f3 white pawn · a2 white pawn · b2 white pawn · d2 white pawn · g2 white pawn · h2 white pawn · a1 white rook · b1 white knight · c1 white bishop · e1 white king · h1 white rook | a8 white queen · f8 black bishop · h8 black rook · a7 black pawn · c7 black pawn · d7 black king · g7 black pawn · h7 black pawn · c6 black knight · d6 black pawn · e5 black pawn · c4 black queen · e4 white pawn · g4 black bishop · c3 white pawn · f3 white pawn · a2 white pawn · b2 white pawn · d2 white pawn · g2 white pawn · h2 white pawn · a1 white rook · b1 white knight · c1 white bishop · e1 white king · h1 white rook | 3 |
| 2 | a8 white queen · f8 black bishop · h8 black rook · a7 black pawn · c7 black pawn · d7 black king · g7 black pawn · h7 black pawn · c6 black knight · d6 black pawn · e5 black pawn · c4 black queen · e4 white pawn · g4 black bishop · c3 white pawn · f3 white pawn · a2 white pawn · b2 white pawn · d2 white pawn · g2 white pawn · h2 white pawn · a1 white rook · b1 white knight · c1 white bishop · e1 white king · h1 white rook | a8 white queen · f8 black bishop · h8 black rook · a7 black pawn · c7 black pawn · d7 black king · g7 black pawn · h7 black pawn · c6 black knight · d6 black pawn · e5 black pawn · c4 black queen · e4 white pawn · g4 black bishop · c3 white pawn · f3 white pawn · a2 white pawn · b2 white pawn · d2 white pawn · g2 white pawn · h2 white pawn · a1 white rook · b1 white knight · c1 white bishop · e1 white king · h1 white rook | a8 white queen · f8 black bishop · h8 black rook · a7 black pawn · c7 black pawn · d7 black king · g7 black pawn · h7 black pawn · c6 black knight · d6 black pawn · e5 black pawn · c4 black queen · e4 white pawn · g4 black bishop · c3 white pawn · f3 white pawn · a2 white pawn · b2 white pawn · d2 white pawn · g2 white pawn · h2 white pawn · a1 white rook · b1 white knight · c1 white bishop · e1 white king · h1 white rook | a8 white queen · f8 black bishop · h8 black rook · a7 black pawn · c7 black pawn · d7 black king · g7 black pawn · h7 black pawn · c6 black knight · d6 black pawn · e5 black pawn · c4 black queen · e4 white pawn · g4 black bishop · c3 white pawn · f3 white pawn · a2 white pawn · b2 white pawn · d2 white pawn · g2 white pawn · h2 white pawn · a1 white rook · b1 white knight · c1 white bishop · e1 white king · h1 white rook | a8 white queen · f8 black bishop · h8 black rook · a7 black pawn · c7 black pawn · d7 black king · g7 black pawn · h7 black pawn · c6 black knight · d6 black pawn · e5 black pawn · c4 black queen · e4 white pawn · g4 black bishop · c3 white pawn · f3 white pawn · a2 white pawn · b2 white pawn · d2 white pawn · g2 white pawn · h2 white pawn · a1 white rook · b1 white knight · c1 white bishop · e1 white king · h1 white rook | a8 white queen · f8 black bishop · h8 black rook · a7 black pawn · c7 black pawn · d7 black king · g7 black pawn · h7 black pawn · c6 black knight · d6 black pawn · e5 black pawn · c4 black queen · e4 white pawn · g4 black bishop · c3 white pawn · f3 white pawn · a2 white pawn · b2 white pawn · d2 white pawn · g2 white pawn · h2 white pawn · a1 white rook · b1 white knight · c1 white bishop · e1 white king · h1 white rook | a8 white queen · f8 black bishop · h8 black rook · a7 black pawn · c7 black pawn · d7 black king · g7 black pawn · h7 black pawn · c6 black knight · d6 black pawn · e5 black pawn · c4 black queen · e4 white pawn · g4 black bishop · c3 white pawn · f3 white pawn · a2 white pawn · b2 white pawn · d2 white pawn · g2 white pawn · h2 white pawn · a1 white rook · b1 white knight · c1 white bishop · e1 white king · h1 white rook | a8 white queen · f8 black bishop · h8 black rook · a7 black pawn · c7 black pawn · d7 black king · g7 black pawn · h7 black pawn · c6 black knight · d6 black pawn · e5 black pawn · c4 black queen · e4 white pawn · g4 black bishop · c3 white pawn · f3 white pawn · a2 white pawn · b2 white pawn · d2 white pawn · g2 white pawn · h2 white pawn · a1 white rook · b1 white knight · c1 white bishop · e1 white king · h1 white rook | 2 |
| 1 | a8 white queen · f8 black bishop · h8 black rook · a7 black pawn · c7 black pawn · d7 black king · g7 black pawn · h7 black pawn · c6 black knight · d6 black pawn · e5 black pawn · c4 black queen · e4 white pawn · g4 black bishop · c3 white pawn · f3 white pawn · a2 white pawn · b2 white pawn · d2 white pawn · g2 white pawn · h2 white pawn · a1 white rook · b1 white knight · c1 white bishop · e1 white king · h1 white rook | a8 white queen · f8 black bishop · h8 black rook · a7 black pawn · c7 black pawn · d7 black king · g7 black pawn · h7 black pawn · c6 black knight · d6 black pawn · e5 black pawn · c4 black queen · e4 white pawn · g4 black bishop · c3 white pawn · f3 white pawn · a2 white pawn · b2 white pawn · d2 white pawn · g2 white pawn · h2 white pawn · a1 white rook · b1 white knight · c1 white bishop · e1 white king · h1 white rook | a8 white queen · f8 black bishop · h8 black rook · a7 black pawn · c7 black pawn · d7 black king · g7 black pawn · h7 black pawn · c6 black knight · d6 black pawn · e5 black pawn · c4 black queen · e4 white pawn · g4 black bishop · c3 white pawn · f3 white pawn · a2 white pawn · b2 white pawn · d2 white pawn · g2 white pawn · h2 white pawn · a1 white rook · b1 white knight · c1 white bishop · e1 white king · h1 white rook | a8 white queen · f8 black bishop · h8 black rook · a7 black pawn · c7 black pawn · d7 black king · g7 black pawn · h7 black pawn · c6 black knight · d6 black pawn · e5 black pawn · c4 black queen · e4 white pawn · g4 black bishop · c3 white pawn · f3 white pawn · a2 white pawn · b2 white pawn · d2 white pawn · g2 white pawn · h2 white pawn · a1 white rook · b1 white knight · c1 white bishop · e1 white king · h1 white rook | a8 white queen · f8 black bishop · h8 black rook · a7 black pawn · c7 black pawn · d7 black king · g7 black pawn · h7 black pawn · c6 black knight · d6 black pawn · e5 black pawn · c4 black queen · e4 white pawn · g4 black bishop · c3 white pawn · f3 white pawn · a2 white pawn · b2 white pawn · d2 white pawn · g2 white pawn · h2 white pawn · a1 white rook · b1 white knight · c1 white bishop · e1 white king · h1 white rook | a8 white queen · f8 black bishop · h8 black rook · a7 black pawn · c7 black pawn · d7 black king · g7 black pawn · h7 black pawn · c6 black knight · d6 black pawn · e5 black pawn · c4 black queen · e4 white pawn · g4 black bishop · c3 white pawn · f3 white pawn · a2 white pawn · b2 white pawn · d2 white pawn · g2 white pawn · h2 white pawn · a1 white rook · b1 white knight · c1 white bishop · e1 white king · h1 white rook | a8 white queen · f8 black bishop · h8 black rook · a7 black pawn · c7 black pawn · d7 black king · g7 black pawn · h7 black pawn · c6 black knight · d6 black pawn · e5 black pawn · c4 black queen · e4 white pawn · g4 black bishop · c3 white pawn · f3 white pawn · a2 white pawn · b2 white pawn · d2 white pawn · g2 white pawn · h2 white pawn · a1 white rook · b1 white knight · c1 white bishop · e1 white king · h1 white rook | a8 white queen · f8 black bishop · h8 black rook · a7 black pawn · c7 black pawn · d7 black king · g7 black pawn · h7 black pawn · c6 black knight · d6 black pawn · e5 black pawn · c4 black queen · e4 white pawn · g4 black bishop · c3 white pawn · f3 white pawn · a2 white pawn · b2 white pawn · d2 white pawn · g2 white pawn · h2 white pawn · a1 white rook · b1 white knight · c1 white bishop · e1 white king · h1 white rook | 1 |
|   | a | b | c | d | e | f | g | h |   |

Rodzinski versus Alehin, Paris 1913:
1. e4 e5 2. Cf3 Cc6 3. N4 d6 4. c3 Ng4 5. Db3!?
5.d4, și poziția albului este ceva mai bună.
5... Dd7 6. Cg5?!
6.Nxf7+ Dxf7 7.Dxb7 Rd7 8.Dxa8 Nxf3 9.gxf3 Dxf3 10.Tg1 Dxe4+ 11.Rd1 Df3+ 12.Re1 De4+ cu șah veșnic (Alehine), sau 12...e4 13.Ca3 Ce5 14.Dxa7 Cd3+ 15.Rf1, cu joc egal potrivit lui Sozin, dar negrul poate da mat forțat: 15...Dd1+ 16.Rg2 Cf4+ 17.Rg3 Df3+ 18.Rh4 Dh3+ 19.Rg5 Ce6#.
6... Ch6 7. Cxf7 Cxf7 8. Nxf7+ Dxf7 9. Dxb7 Rd7 10. Dxa8 Dc4 11. f3 (vezi diagrama) Nxf3! 12. gxf3 Cd4 13. d3?
13.cxd4 Dxc1+ cu avantaj clar pentru negru.
13... Dxd3 14. cxd4 Ne7 15. Dxh8 Nh4# 0–1